# 제37회 금마장
제37회 금마장은 2000년 12월 2일에 열린 시상식이다.

## 수상 및 후보

### 작품상
- 와호장룡 - 이안 수상
- 택시 운전수의 사랑 - 이웬 첸
- 미션 - 두기봉
- 서양경 - 후안
- 리틀 청 - 프룻 첸
- 화양연화 - 왕가위

### 감독상
- 미션 - 두기봉 수상
- 와호장룡 - 이안
- 서양경 - 후안
- 화양연화 - 왕가위

### 남우주연상
- 미션 - 오진우 수상
- 택시 운전수의 사랑 - Chung-heng Chu
- 화양연화 - 양조위
- 스피드 4초 - 장국영

### 여우주연상
- 화양연화 - 장만옥 수상
- 와호장룡 - 양자경
- 와호장룡 - 장쯔이
- 니딩 유 - 정수문

### 남우조연상
- 택시 운전수의 사랑 - Ka Nin Cheung 수상
- 미션 - 임설
- 금지된 속삭임 - 하청정
- 야분 - 대립인

### 여우조연상
- 사하비가 - Mei-Ling Zhai 수상
- 택시 운전수의 사랑 - 정수영
- 순속의외 - 소숙신
- 소친친 - 모순균

### 신인배우상
- 리틀 청 - Yuet-Ming Yiu 수상

### 각본상
- 리틀 청 - 프룻 첸 수상

### 각색상
- 서양경 - 후안 외 수상

### 촬영상
- 화양연화 - 크리스토퍼 도일 수상
- 와호장룡 - 포덕희

### 편집상
- 와호장룡 - 팀 스퀴레스 수상

### 미술상
- 사하비가 - Fu-Hung Lee 수상
- 와호장룡 - 티미 입

### 액션감독상
- 와호장룡 - 원화평 수상

### 영화음악상
- 와호장룡 - 탄 둔 수상

### 주제가상
- Bundled - Wei-Yu Zhang 수상

### 분장/의상디자인상
- 화양연화 - 장숙평 수상

### 시각효과상
- 와호장룡 - Leo Lo 외 수상

### 음향효과상
- 와호장룡 - Eugene Gearty 수상

### 단편영화상
- One Yuan - Honghui Xu 수상

### 관객상
- 서양경 - 후안 수상

### 평생공로상
- 신기 수상
- 정금주 수상

### 심사위원특별상
- 즈용장 수상

### 심사위원대상
- 택시 운전수의 사랑 - 이웬 첸 수상